# Darvis Patton
Darvis Darell Patton (* 4. Dezember 1977 in Dallas) ist ein ehemaliger US-amerikanischer Leichtathlet.
Darvis war in seiner Jugend ein sehr vielseitiger Leichtathlet. Er bestritt während seiner Zeit an der High School und im College Wettkämpfe im Weitsprung und Hochsprung. Später konzentrierte er sich jedoch auf den Sprint.
Die bis dahin größten Erfolge seiner Karriere feierte Patton 2003 bei den Weltmeisterschaften in Paris/Saint-Denis. Als Mitglied der US-amerikanischen 4-mal-100-Meter-Staffel wurde er zusammen mit John Capel, Bernard Williams und Joshua J. Johnson Weltmeister. Im Rennen über 200 Meter unterlag Patton seinem Teamkollegen John Capel knapp. Mit einer Zeit von 20,31 s lag Patton am Ende nur eine Hundertstelsekunde hinter Capel und gewann Silber. In den Vorläufen eingesetzt, erhielt er bei den Olympischen Spielen 2004 mit der 4-mal-100-Meter-Staffel eine Silbermedaille.
In den beiden folgenden Jahren wurde er von Verletzungen geplagt. 2007 ging es dann wieder aufwärts: Bei den Panamerikanischen Spielen in Rio de Janeiro gewann er Silber im 100-Meter-Lauf, bei den Weltmeisterschaften 2007 holte er mit der 4-mal-100-Meter-Staffel der USA die Goldmedaille. 2008 wurde er bei den Olympischen Spielen in Peking Achter über 100 Meter.
Eine weitere olympische Silbermedaille mit der Staffel kam 2012 in London hinzu.
Darvis Patton hatte bei einer Größe von 1,83 m ein Wettkampfgewicht von 75 kg. 2013 beendete er seine Karriere.

## Persönliche Bestleistungen
- 100 m: 9,89 s (+ 1,6 m/s), 28. Juni 2008, Eugene
- 200 m: 20,03 s (+ 0,6 m/s), 28. August 2003, Paris
- Weitsprung: 8,12 m (+ 0,1 m/s), 31. März 2001, Arlington